# Shizuka Gozen
Shizuka Gozen,  (静御前?), o Signora Shizuka (1165 – 1211), è stata una shirabyōshi (danzatrice di corte) del XII secolo, concubina di Minamoto no Yoshitsune e una delle donne più famose nella storia e letteratura giapponese. Ampiamente rappresentata nello Heike monogatari ("Il racconto della famiglia Taira"), nel Gikeiki ("Cronistoria di Yoshitsune") e in altre opere letterarie, la sua storia è abbastanza nota, ma è difficile separare la realtà dalla finzione.

## Biografia

### Primi anni di vita
La madre Iso no Zenji era anch'essa shirabyōshi. Stando a quanto scritto nel Gikeiki, Shizuka nel 1182 venne invitata dall'ex imperatore Go-Shirakawa presso il tempio Shinsen-en con altre 99 danzatrici per eseguire la danza della pioggia, dopo che il canto dei 100 monaci buddisti non era riuscito a ottenere alcun risultato. Anche le 99 danzatrici fallirono in questo intento, mentre l'arrivo di Shizuka portò l'effetto desiderato. Lodata per questo dall'imperatore, fu in questa occasione che incontrò Yoshitsune.
Quando Yoshitsune fuggì a Kyoto nel 1185, dopo la fine della guerra Genpei, e in seguito a un disaccordo con il fratello Yoritomo, il primo shogun di Kamakura, Shizuka venne lasciata presso il Monte Yoshino. Non si sa se sia stata rimandata indietro dopo aver viaggiato con Yoshitsune o se sia andata oltre il luogo in questi si trovava: le versioni differiscono da un'opera letteraria all'altra, esattamente come tanti altri piccoli dettagli della sua storia.
Lungo il cammino venne riconosciuta e catturata da Hōjō Tokimasa e dalle forze fedeli a Yoritomo, e - secondo alcune versioni della storia - fu costretta a ballare per il nuovo shōgun presso il santuario Tsurugaoka Hachiman, dove cantò canzoni ispirate al suo amore per Yoshitsune. Questo fece arrabbiare Yoritomo, ma sua moglie Hōjō Masako fu comprensiva e lo aiutò a calmare la sua rabbia.
Quando Yoritomo si accorse che Shizuka aspettava un figlio da Yoshitsune, dichiarò che se avesse dato alla luce una bambina le avrebbe risparmiato la vita, mentre se fosse nato un maschio lo avrebbe ucciso. Shizuka, all'età di 19 anni, partorì un bambino. Secondo alcune versioni della storia, nonostante fosse riuscita ad affidarlo alla propria madre e a ritirarsi a Kyoto diventando monaca buddista, non sarebbe riuscita a sfuggire alle minacce di Yoritomo, e sarebbe stata uccisa insieme al figlio.
Stando ad altre versioni, Shizuka non diventò una monaca al suo ritorno, né fu uccisa. Si racconta che fece ritorno a Kyoto e che venne nuovamente accolta a corte da Hōjō Masako, dove rimase per un certo periodo. In seguito avrebbe lasciato la capitale e, saputo della morte di Yoshitsune, si sarebbe tolta la vita lasciandosi annegare in un fiume.

### Commemorazione
La figura di Shizuka compare nell'opera di teatro Nō Funa Benkei e nell'opera del teatro Bunraku Yoshitsune Senbon Zakura. Entrambe vennero adattate in seguito come rappresentazioni Kabuki, e in diverse altre opere di letteratura e dramma, sia tradizionali che moderne. Shizuka viene anche celebrata in tutto il paese in svariati festival; molte città del Giappone reclamano di essere il luogo del suo esilio religioso, della sua morte, o di altri eventi significativi della sua vita.

## Nella cultura di massa
- Shizuka viene rappresentata nel videogame del 2005 Genji: Dawn of the Samurai, come "Gozen Shizuka" (Signora Shizuka), un personaggio che aiuta il protagonista, Yoshitsune Minamoto e il suo alleato (un ex nemico) Saitō Musashibō Benkei durante il corso del gioco. Shizuka possiede il potere di Yosegane, e ritorna nel sequel del 2006 per PlayStation 3 Genji: Days of the Blade come uno dei personaggi giocabili, dove è rappresentata in modo simile.
- Nel manga di Michiyo Akaishi, Ten yori mo hoshi yori mo, il personaggio principale Mio è la reincarnazione di Shizuka. I suoi interessi amorosi Tadaomi e Shou si dice che siano rispettivamente le reincarnazioni di Yoritomo e Yoshitsune.
- Compare anche nella serie televisiva Yoshitsune del 2005.